# بيت الحنش (السدة)

تعديل مصدري - تعديل

بيت الحنش محلة تابعة لقرية الجمري، التابعة لعزلة الزعلاء بمديرية السدة إحدى مديريات محافظة إب في الجمهورية اليمنية.، بلغ تعداد سكانها 26 حسب تعداد اليمن لعام 2004.